# Ficus inamoena
Ficus inamoena là một loài thực vật có hoa trong họ Moraceae. Loài này được Standl. mô tả khoa học đầu tiên năm 1917.